# Parmena striatopunctata
Parmena striatopunctata är en skalbaggsart som beskrevs av Gianfranco Sama 1994. Parmena striatopunctata ingår i släktet Parmena och familjen långhorningar. Inga underarter finns listade i Catalogue of Life.